# Сидоров, Иван Иванович (государственный деятель)
Иван Иванович Сидоров (26 августа [7 сентября] 1897 — 1984) — советский государственный и партийный деятель. Председатель Моссовета в 1937—1938.

## Биография
Родился в с. Парфентьево Коломенского уезда Московской губернии в семье крестьянина.
В 1912—1918 работал токарем на Коломенском машиностроительном заводе. Член РКП(б) с 1918. В 1918—1922 служил в РККА, участник Гражданской войны, политработник. В 1922—1924 токарь паровозоремонтного завода в Коломне. В 1924—1925 председатель Парфентьевского волостного исполкома.
С 1925 работал на ответственных должностях в Коломне, Волоколамске и Москве:
- 1925—1928 заведующий финотделом Коломенского уездного исполкома.
- 1928—1929 председатель Волоколамского уисполкома.
- 1929—1930 заведующий Московским окружным земотделом.
- 1930—1932 заместитель заведующего Мособлземотделом.
- 1932—1933 директор Московского областного молочно-животноводческого треста.
- 23 сентября 1933 — 15 апреля 1937 заведующий отделом городских земель и отвода участков Моссовета.
- В апреле — июне 1937 управляющий трестом «Москультстрой» Строительного управления Моссовета.
- 28 июня — 9 августа 1937 начальник Управления жилищного строительства Моссовета.

С 11 августа 1937 по 3 ноября 1938 председатель Моссовета. Снят с должности с формулировкой «не справился с возложенными задачами».
Направлен на работу в Тамбов. В 1939—1942 заведующий Тамбовским областным отделом коммунального хозяйства. В 1942—1953 заместитель председателя облисполкома. В 1953—1955 заведующий областным отделом торговли. В 1955—1960 начальник областного управления торговли.
После выхода в 1960 году на пенсию жил в Москве.
В 1938—1947 депутат Верховного Совета РСФСР. В 1937—1946 депутат Верховного Совета СССР. В 1938—1939 член Президиума Верховного Совета СССР.
Умер 24 января 1984 года.